# Strumigenys hastyla
Strumigenys hastyla är en myrart som beskrevs av Bolton 1983. Strumigenys hastyla ingår i släktet Strumigenys och familjen myror. Inga underarter finns listade i Catalogue of Life.